# カインタ
カインタ市 (フィリピン語: Bayan ng Cainta)はフィリピン共和国のカラバルソン地方のリサール州の都市である。1571年に設立されたフィリピン最古の都市の1つである。カインタはマニラ首都圏とリサール州を結ぶ位置に有る。マニラ首都圏の拡大にカインタも呑み込まれ、現在はリサール州カルドナの西部まで拡大している。2010年時点で人口は約31.2万人で、人口・経済規模共にフィリピン最大の町である。

カインタはパシッグ・タイタイ・アンティポロとの間に領土問題を抱えている。

## 地形
北にマリキナ市・アンティポロ市、西にパシッグ市、東～南にタイタイ市に接する。マリキナ川が流れる。10%が丘で90%が居住・産業地区である。リサール州で最も川や流れが多い。

## 歴史

### スペイン植民地時代
1571年、独立していたカインタ村はスペイン軍に攻撃された(カインタの戦い)。レガスピは隣接するカインタとタイタイの征服を決めた。彼は甥のサルセドにガレオン船と16隻の小舟、100人のスペイン兵、多くのビザヤ原住民を率いらせた。8月15日に出港したサルセドは20日にカインタに到着した。侵略者に対し村長のガトゥ・マイタンは、「カインタの民はマニラの民と異なり、臆病ではない。死ぬまでこの村を防衛する。」と述べた。要塞や立地に加え、タイタイの民もカインタを援護した。この2つの村はラ・ラグナから流れる川岸の平野に有り、この川は2本に分かれても流量が多かった。2つの村は約2.4km離れており、その前を流れた川はやがて深い竹藪の中で合流した。竹はリアナで結ばれ壁を成し、更に水堀まで造られた。川沿いには見張り台や大砲が有り、弓や剣で武装した兵士が守っていた。攻撃を決意したサルセドはアントニオ・デ・カルヴァジャル少尉に、護衛を連れてカインタに侵入出来る弱点を探すよう命じた。カルヴァジャルは腕に矢を受け負傷したが、「カインタの弱点はラ・ラグナ側のアロヨで、多くの船が川から入っている」と報告した。サルセドはガレオン船の舳先をモルタルで補強するよう命じた。サルセド達は岸辺で夜を過ごした。カルヴァジャル率いる20人の兵士とマニラからの同盟軍はガレオン船で待機した。作戦は
- サルセド軍が銃撃で合図をする
- 合図を受けてカルヴァジャル軍が船で川から侵入し砦や家を攻撃する
- その裏でサルセド軍がアロヨの壁から侵入する
- 町の征服が終わったらサルセド軍が喇叭を鳴らす
- 喇叭が聞こえたら銃撃を止める

だった。作戦を共有後、サルセド軍は川に向かって行進した。彼らがアロヨに到着すると、火矢と投槍で武装したカインタ兵が警備していた。敵に驚きサルセドの指示を待たずに兵士が砦を攻撃し始めたが、矢の雨に圧倒された。強い抵抗を受け、サルセド軍は混乱して撤退した。サルセドは命令を受けずに攻撃した部下を非難した。アロヨの他の砦の守りが薄い事に気付いたサルセドは、1人用の小舟で上陸し、町を見下ろせる場所を占領するよう命じた。守備隊の撤退を受けてサルセド軍は壁に近付き上陸に成功したが、勇猛な村長がカインタ兵を率い船を退けた。その頃、カルヴァジャル軍はガレオン船から砦や家を砲撃していた。600人のヴィザヤ兵とスペイン軍の雄叫びで、住民は既に町に侵入されている事に気付いた。これを受けてカインタ兵は川岸を放棄し町の中心に撤退した。サルセドは遠くからこれを観察しており、再攻撃を命じた。再攻撃ではスペイン軍はあまり抵抗を受けなかった。サルセド軍はスペイン国旗を掲げて町に入った。サルセド軍は速やかに壁を破壊し、見張り台にスペイン国旗を掲げた。村長とカインタの男達は降伏よりも死を選んだ。喇叭の合図を受けてガレオン船は砲撃を終えた。11月30日、独立していたカインタ村はスペイン軍に敗北し、イエズス会の下でタイタイに編入された。その後アウグスティヌス主義者の下でパシッグに編入された。
1696年、スペイン王によってイエズス会の管轄に戻された。
1715年、カインタ教会が完成した。スペイン人はカインタに到着するとアンデレの宴を始めた。ニパ椰子と木で建てた教会で使徒が開催された。多くの住民が出席し、洗礼を受けた。
1727年、イタリアのシチリアから「我らの光の淑女」聖母像が運ばれた。
1760年、カインタは独立町になった。マテンダ王の死後、アデランタド・ミゲル・デ・レガスピはサンフアンとエスピリトゥ・サントの2隻の船がメキシコからフィリピン中部のパナイ島に到着するのを歓迎した。船長はドン・ディエゴ・デ・レガスピと、その甥のフアン・チャコンだった。到着した船は整備状態が悪く、1隻はメキシコまで戻れない程だった。レガスピ船長はマニラ川での修理を命じた。マエストロ・デ・カンポとフアン・デ・ラ・トッレ船長はパナイ島からマニラへの移送を監督した。信仰を広める為に、船に乗って来たアウグスティヌス主義者は広告を配った。ヴィラロボス艦隊に所属していた父なるアロンソ・デ・アルヴァラドもその中にいた。父なるアグスティン・デ・アルバカークはマニラの南のタール町の宣教師になった。父なるマルティン・デ・ラダに従い数人がセブ州に派遣された。4人がパンパンガ州で働き、カインタを含むマニラの南北地域を担当した。
1762年～1763年、ルソン島はイギリスに占領された。英領インドのセポイがカインタで暮らし、住民と結婚する者もいた。インド人は香辛料とインド料理を残し、今でもカインタ料理の主流を占めている。1763年、カインタはトンドに編入された。
1883年、トンドから分離し、リサール州のモロンと合併した。

### フィリピン第一共和国
1899年3月16日、エミリオ・アギナルド(フィリピン初代大統領)はエセキエル・アンピルにカインタ解放を命じた。アメリカ軍は1000人の兵を率いてカインタに到着し、フィリピン軍に撤退を強制した。エセキエルは町を焼き、アメリカ兵を2人殺害し14人負傷させたが、フィリピン人は約100人が死傷した。アメリカの接近を受けて、
Exequiel Ampil y Dela Cruz
カインタ市長と前カティプナン特別職員はカインタ住民に降伏を強く提案した。彼らはアンピルを撃ったが、アンピルは負傷しながらも逃走した。
1902年3月3日、アメリカの大手の新聞は「ライフルで武装した25人の男を指揮するフェリザルドが、カインタ町に侵入しアンピル市長や警察官を捕まえた。アンピル市長は情熱的なアメリカ追従者で、彼が侵入者に殺害される事を恐れている。彼を解放する為に大群が派遣された。」と伝えた。(Timoteo Pasay was the actual leader of the guerilla band that kidnapped Ampil on Feb. 28, 1902)3月4日、モロン町の近くの丘でアンピルは逃走に成功した。パシッグからの援軍により、彼は戦争を生き延びた。

### アメリカ植民地時代
1913年、カインタとアンゴノ、タイタイは合併した。カインタを含めてリサール州には14の自治体が有った。

### 第二次世界大戦
1942年、日本軍がカインタを占領した。ゲリラが日本軍に抵抗し続けた。カインタ教会や「我らの光の淑女」は第二次世界大戦で日本軍とアメリカ・フィリピン連合軍の爆撃で破壊された。その後地震や台風もカインタを襲った。現在では大きく修復された外壁以外に、古い教会を残す物は無くなった。
1943年、フィリピン第二共和国が成立した。
1944年、日本軍は撤退した。
1945年、フィリピン軍がゲリラと共にカインタを解放したが、その後アメリカに再占領された。第二共和国は日本の敗戦後2日でアメリカによって滅亡した。カインタの戦争での犠牲者数は以下のようになった。
- カインタ住民：3810人が死亡、1.24万人が負傷
- ゲリラ：200人以上が死亡、700人が負傷
- 日本軍：1.5万人が死亡、3.6万人が負傷、3400人が捕虜

### フィリピン独立

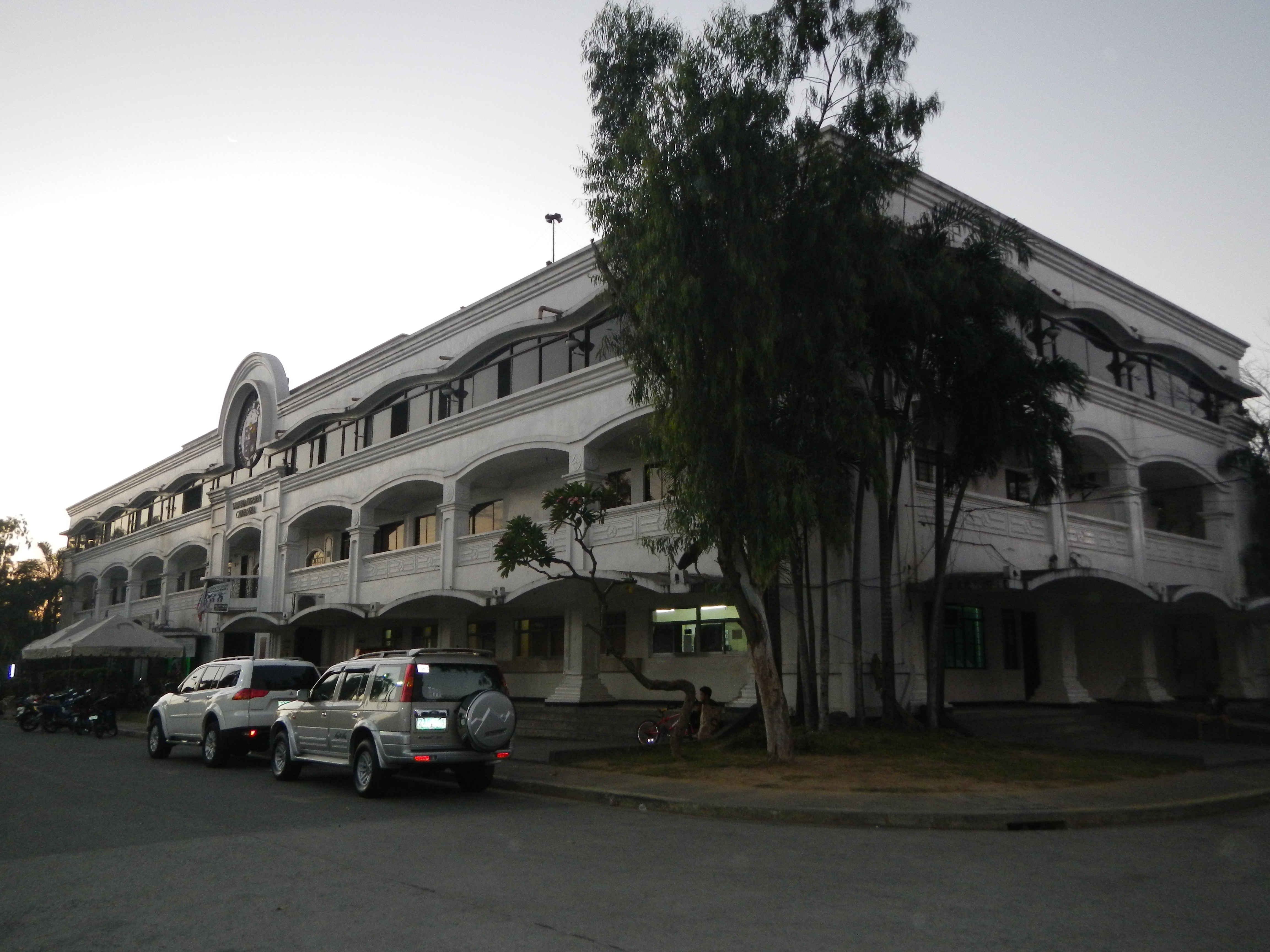
カインタ町役場

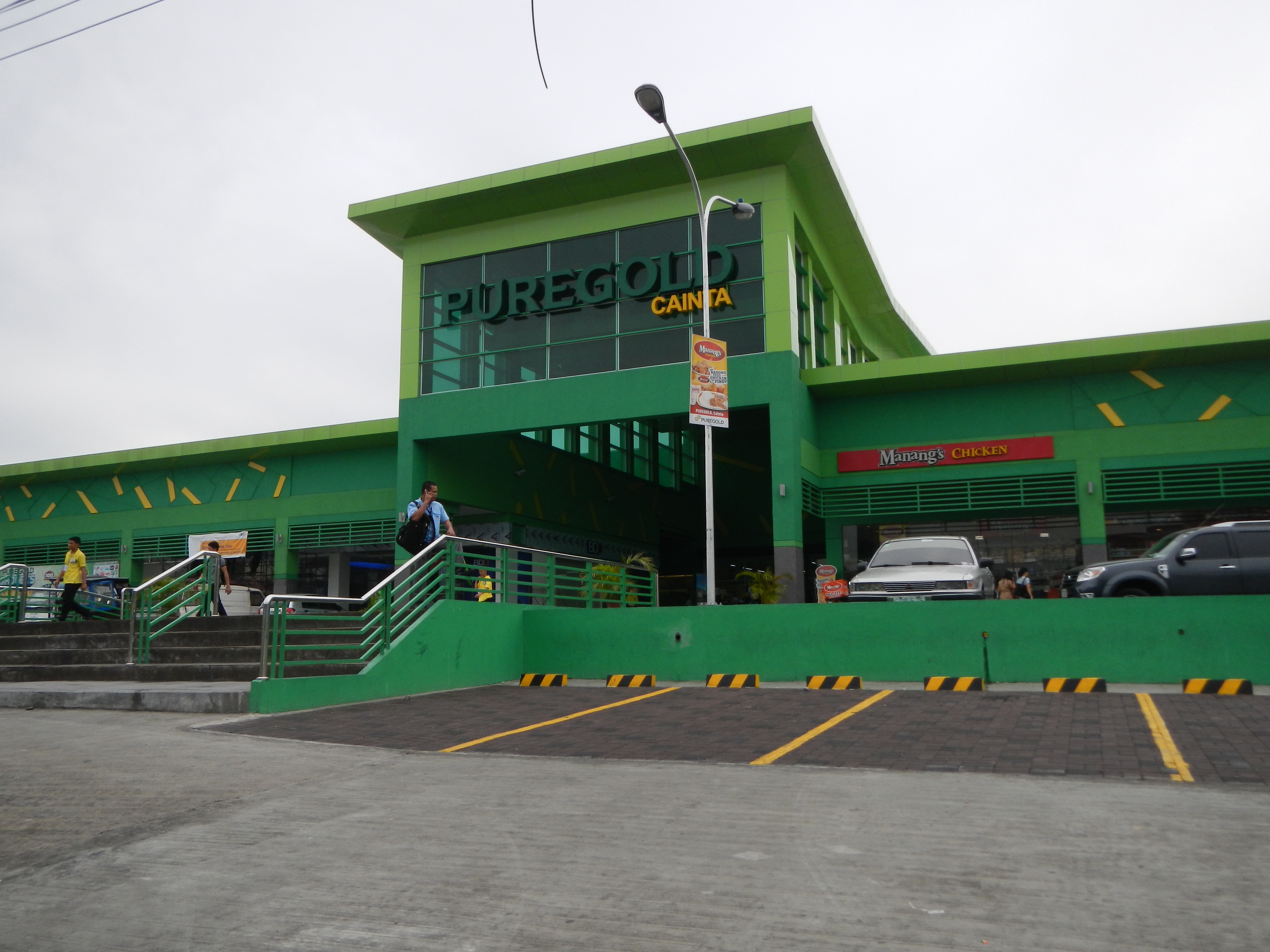
ピュアゴールド（フィリピンの大手スーパー会社）カインタ店

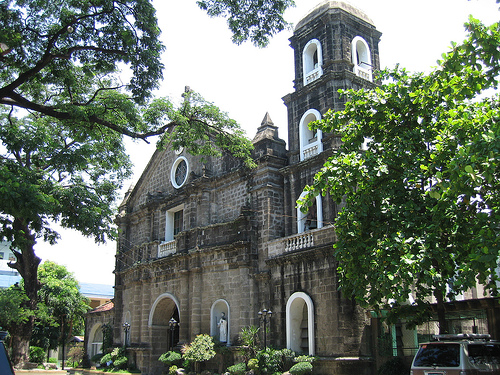
修復された教会

1968年2月25日、地元住民の助けによって修復と新しい建物が完成し、マニラ大司教のルフィノ・サントスが祝福した。
2003年後半、前市長のニカノル・フェリックスがカインタの市への移行を承認した。しかし、リサール州政府は先に隣接3市との領土問題を解決するよう指示した。
2010年1月、リサール州知事がカインタとタイタイについて、仕事や設備、人口過剰の為市への移行を支持した。現在はカインタとタイタイを合わせて市にする流れで話し合われている。

## 宗教
キリスト教：70%
- イグレシア・ニ・クリスト
- アン・ダティン・ダーン
- アグリパヤン
- イエスは神

イスラム教：10%
仏教：3%
シク教：2%

## 言語
タガログ語が中心である。

## 祖先
1762年 - 1763年のイギリス植民地時代に、インド人傭兵のセポイが流入した。彼らはチェンナイ出身のタミル人で、現地の女性と結婚した。